# ムネアカコウカンチョウ
ムネアカコウカンチョウ (Cardinalis sinuatus)は、スズメ目フウキンチョウ科の鳥類である。

## 分布
北アメリカ